# Bulbophyllum maculosum
Bulbophyllum maculosum är en orkidéart som beskrevs av Oakes Ames. Bulbophyllum maculosum ingår i släktet Bulbophyllum och familjen orkidéer. Inga underarter finns listade i Catalogue of Life.